# Sarah Jones (aktorka)
Sarah Jones (ur. 17 lipca 1983 w Winter Springs w stanie Floryda) – amerykańska aktorka.

## Filmografia

### Seriale telewizyjne
- 2010: Lone Star jako Gretchen
- 2012: Alcatraz jako  detektyw Rebecca Madsen
- 2012–2013: Vegas jako Mia Rizzo
- 2016: Sekta  jako Alison
- 2017: Damnation jako Amelia Davenport
- 2019: For All Mankind jako Tracy Stevens

### Filmy
- 2013: Mr. Jones jako Penny
- 2014: Od początku jako Dana